# Montañas Chisos

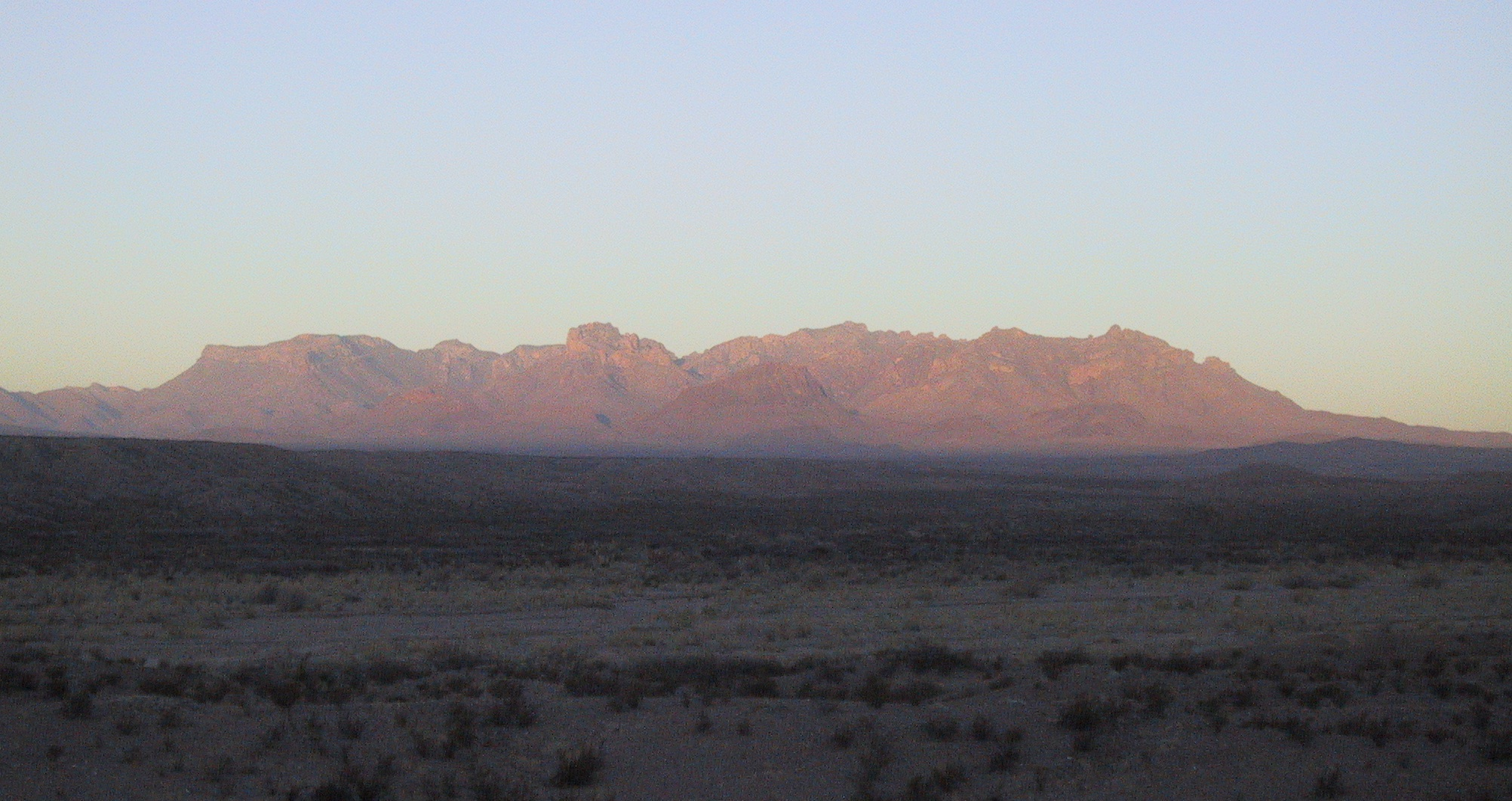
Amanecer hacia vertiente oeste de los montes Chisos

Las montañas Chisos (en inglés: Chisos Mountains (a veces traducido como sierra de Chisos) es una cadena montañosa localizada a 29°16' N de latitud y 103°18' W de longitud, al sur del condado de Brewster, en la región del Big Bend al oeste del estado de Texas, en los Estados Unidos de América. La cordillera se encuentra dentro del parque nacional Big Bend, siendo la única en estar completamente dentro de los límites de un parque nacional estadounidense. El punto de mayor altitud en la cordillera es el pico Emory, con  2385 m s. n. m.. La cordillera se extiende 32 km desde punta de la Sierra, al suroeste, a Panther Junction, al noreste. Las montañas fueron empujados a elevaciones superiores a los 1500 m s. n. m. debido a una gran deformación ocurrida durante el Cenozoico.

## Cumbres más elevadas
- Pico Emory, 2385 m
- Pico de la Mina Perdida, 2297 m
- Montaña Toll, 2260 m
- Pico Casa Grande, 2233 m